# Autobianchi
L'Autobianchi è una casa automobilistica italiana, produttrice di automobili e autocarri, nata nel 1955 dallo scorporo della divisione auto della Bianchi, poi ceduta a una partecipazione paritetica di Pirelli e FIAT fino al 1968, quando l'intero capitale azionario della società passò nelle mani del gigante torinese dell'auto che lo inglobò nel Gruppo Fiat, sino alla scomparsa del marchio dai mercati nel 1995.

## Storia

### La nascita e i primi anni

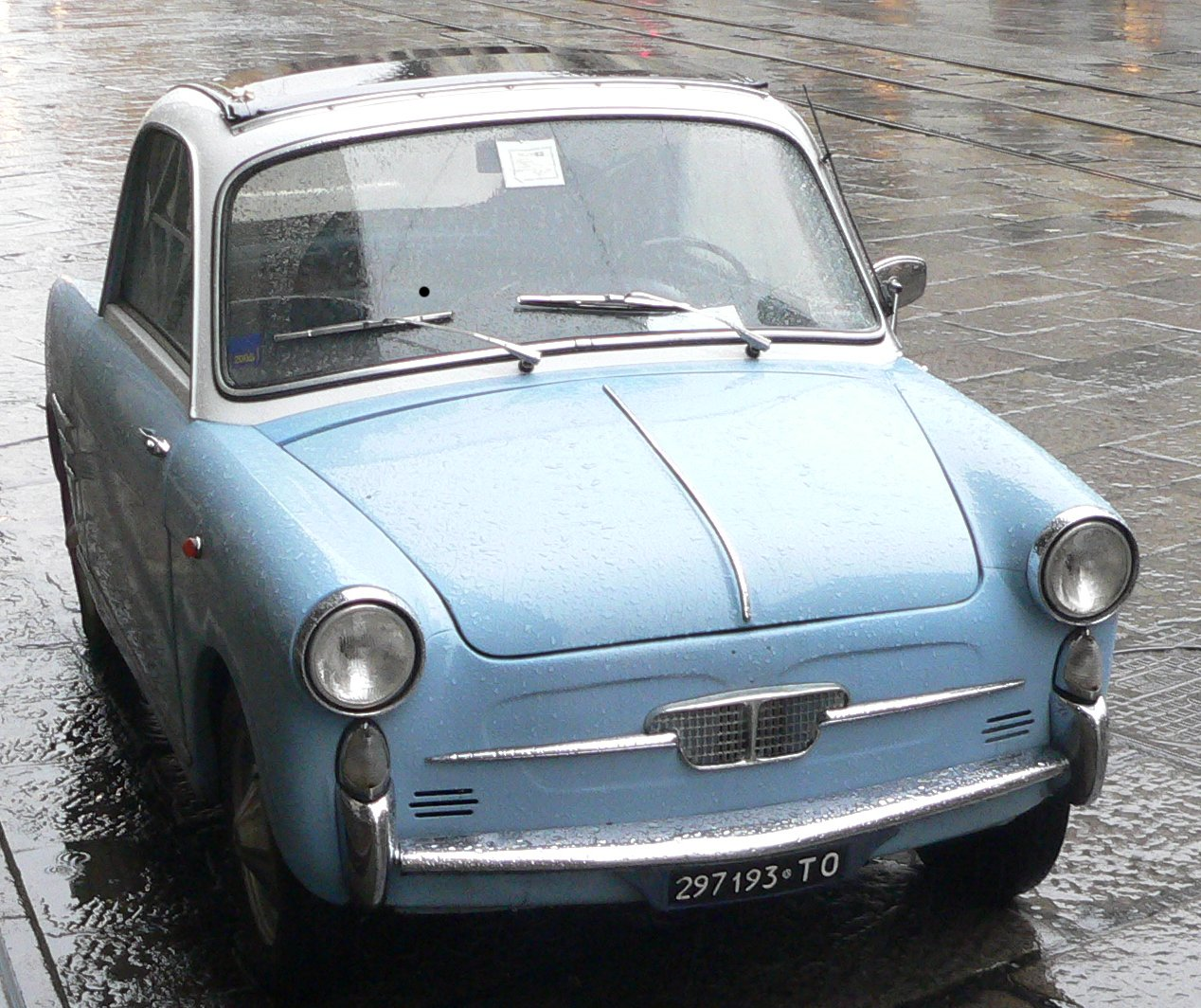
L'Autobianchi Bianchina

L'Autobianchi nacque l'11 gennaio 1955 per iniziativa del direttore generale della Bianchi, l'ingegnere Ferruccio Quintavalle, il quale, al fine di risollevare dalle difficoltà del dopoguerra la Fabbrica Automobili e Velocipedi Edoardo Bianchi, coinvolse Fiat e Pirelli in un progetto ambizioso, capace di riportare nel giro di pochi anni la casa milanese fra i più importanti costruttori di automobili, dopo l'abbandono delle attività in tale settore con lo scoppio del secondo conflitto mondiale.
L'alleanza paritetica fra i tre azionisti avrebbe permesso alla Pirelli di allargare il proprio mercato di fornitura di pneumatici, alla Fiat di attrarre nuovi clienti orientati all'acquisto di vetture “medio - piccole” di categoria superiore e alla Bianchi di usufruire delle tecnologie e delle componenti meccaniche messe a disposizione dalla casa torinese a costi di produzione notevolmente ridotti. Il capitale azionario inizialmente investito nell'operazione fu di tre milioni di lire.
La fabbrica scelta per l'operatività del piano fu quella della Bianchi a Desio, in precedenza occupata dalle Officine Metallurgiche Edoardo Bianchi, con una superficie pari a 140.000 m², gradualmente ammodernata e ampliata, affiancando nel 1957 alla produzione degli autocarri (rimarcati ora Autobianchi) quella delle auto Bianchina, che conobbe sin da subito un buon successo di vendite, tanto da estendersi negli anni a seguire a diverse varianti del modello; alla Trasformabile seguirono infatti le versioni: Panoramica, Cabriolet, Furgoncino e Berlina 4 posti.

### La cessione della quota Bianchi
Sul finire del 1958 la Bianchi decise di uscire dalla compagine azionaria della società, cedendo le quote e lo stabilimento di Desio agli altri due soci, che completarono le operazioni di miglioramento del sito produttivo, dotandolo fra l'altro di macchinari più sofisticati e all'avanguardia, soprattutto nell'ambito della verniciatura, permettendo la fabbricazione di circa 200 vetture al giorno, accanto alla costruzione degli autocarri che si concluderà nel 1968.
Dopo aver avuto sede legale negli immobili di proprietà della Bianchi in viale Abruzzi e in seguito della Pirelli in piazza Duca d'Aosta, nel 1960 gli uffici dell'Autobianchi vennero definitivamente trasferiti nel nuovo Grattacielo Pirelli di Milano appena inaugurato, e sulla scia del successo della Bianchina la gamma iniziò a essere estesa, a partire dal 1963, a una nuova vettura, la Stellina, prima auto italiana a essere realizzata in vetroresina, seguita nel 1964 dalla Primula, che fece da apripista negli studi progettuali Fiat all'adozione in serie del concetto di trazione anteriore. La Primula oltre che nelle versioni berlina 2/3/5 porte fu disponibile in breve anche in una suggestiva variante Coupé.

### Il passaggio a Fiat
Nel 1968, alla vigilia del debutto commerciale della grande berlina di lusso della casa, la A111, l'Autobianchi passò integralmente nelle mani della FIAT, che già da qualche tempo stava utilizzando lo stabilimento di Desio per produrre alcuni modelli di sua proprietà; in principio con alcuni esemplari della Fiat 600 Multipla, poi della Fiat 500 Giardiniera, venduta “ristilizzata” a partire dallo stesso anno sotto la denominazione di Autobianchi Giardiniera.
In questa fase si rese necessario sostituire nel breve termine tutta la categoria di prodotti concepiti su base Bianchina, considerato l'assottigliarsi delle vendite a causa dell'anzianità del progetto. Pertanto vennero portati a compimento gli studi dell'auto finalizzata a raccoglierne l'eredità, la A112, capace sin dal suo esordio di fare breccia tra i giovani degli anni settanta in antitesi alle Mini. Tuttavia, a seguito dell'acquisizione del marchio Lancia, più blasonato e ricco di storia da parte del Gruppo Fiat, il marchio Autobianchi fu relegato alla fabbricazione delle sole autovetture utilitarie decretando come conseguenza il definitivo arresto nel 1970 della produzione della Primula, cui fece seguito due anni dopo quello della A111. Quindi, dall'impianto di Desio opportunamente riorganizzato e ammodernato secondo le nuove linee di mercato uscirono fino alla seconda metà degli anni ottanta le A112, affiancate dai modelli Fiat 126 e poi Panda. Contestualmente, l'Autobianchi perse in tal modo la sua autonomia societaria e la sede legale del marchio fu posta a Torino.

### La Y10 e gli ultimi anni
Nel 1985 venne presentato l'ultimo prodotto Autobianchi, la Y10, venduta con marchio Lancia per buona parte dei mercati esteri. Ciononostante, con la fine della produzione della A112 anche la fabbrica di Desio divenne sempre più marginale nei piani industriali della Fiat, in particolare dopo l'acquisto della casa automobilistica Alfa Romeo, unitamente ai due suoi principali siti produttivi di Arese e di Pomigliano d'Arco. Da lì a poco, con l'avvio dei cantieri già preventivati per la costruzione dello stabilimento di Melfi in Basilicata, i vertici Fiat si resero conto che gli impianti destinati all'assemblaggio delle automobili in Italia erano troppi rispetto alle esigenze e alla domanda di mercato, e dopo serrate trattative intercorse con i lavoratori e i sindacati, nel 1992 la fabbrica di Desio fu chiusa, spostando la produzione della Y10 in altri impianti, infine nello stabilimento Alfa Romeo di Arese, dove rimase fino al 1995, quando terminò in contemporanea all'uso del marchio Autobianchi.

### La fine della fabbrica di Desio
Dopo anni di completo abbandono, nel 2002 ha avuto inizio lo smantellamento totale dell'area dell'ex stabilimento Autobianchi di Desio, conclusosi nel luglio 2003 con l'abbattimento della torre piezometrica, ultimo simbolo dell'ex-capitale lombarda dell'auto. Sull'area è sorto il Polo tecnologico della Brianza, complesso di edifici a uso logistico - industriale e terziario.

### Il marchio oggi
I diritti per l'utilizzo del marchio Autobianchi sono detenuti dal gruppo Stellantis. Nel corso del 2008, l'allora amministratore delegato del Gruppo Fiat Sergio Marchionne aveva espresso l'ipotesi di un ritorno del marchio ai fini della commercializzazione di una vettura a basso costo, considerando al contempo la disponibilità di un altro marchio di proprietà, Innocenti, ma in entrambi i casi l'idea è stata accantonata.

## Modelli prodotti

### Automobili

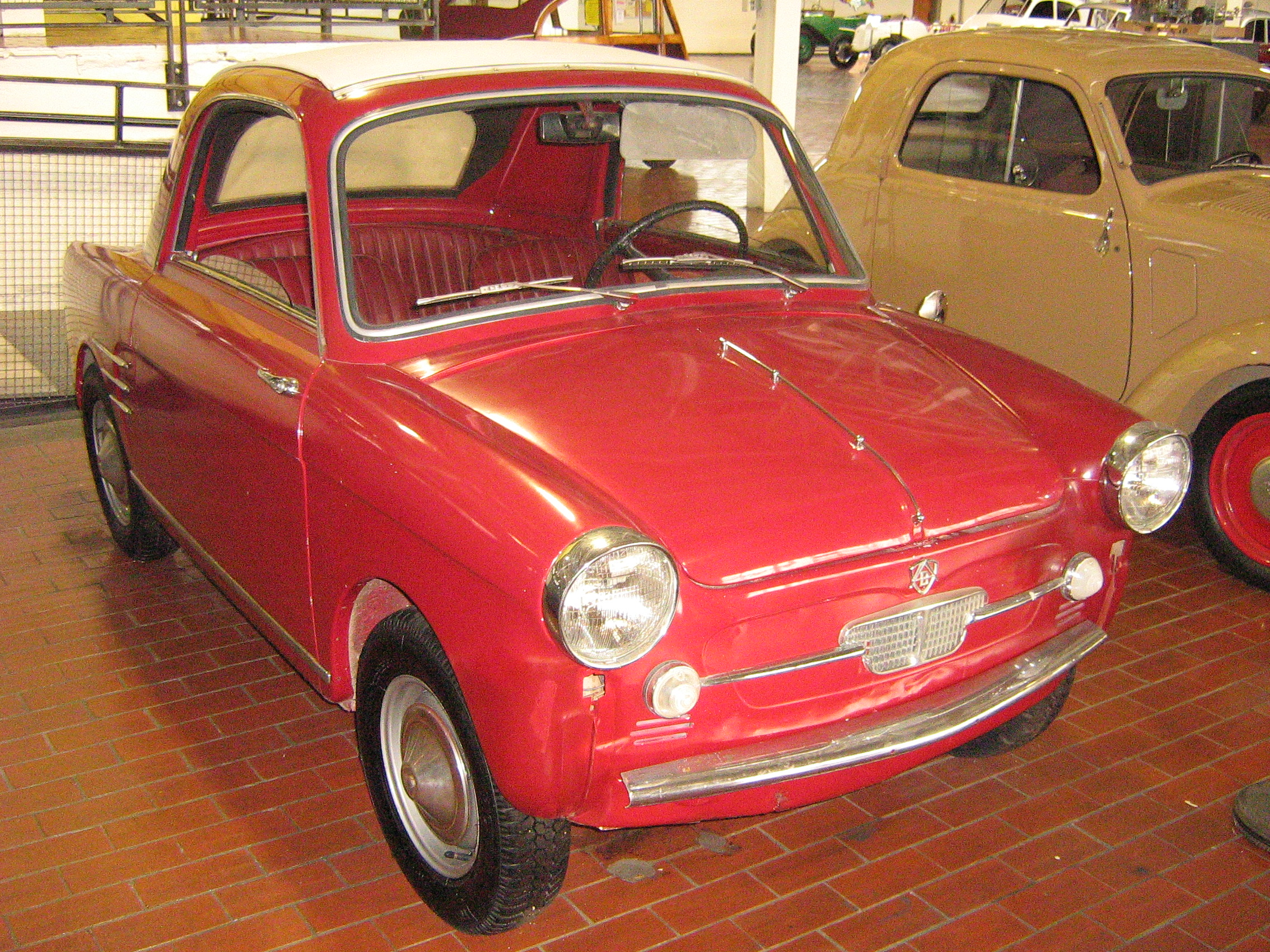
Bianchina 1957 - 1969 ca 320.000 esemplari
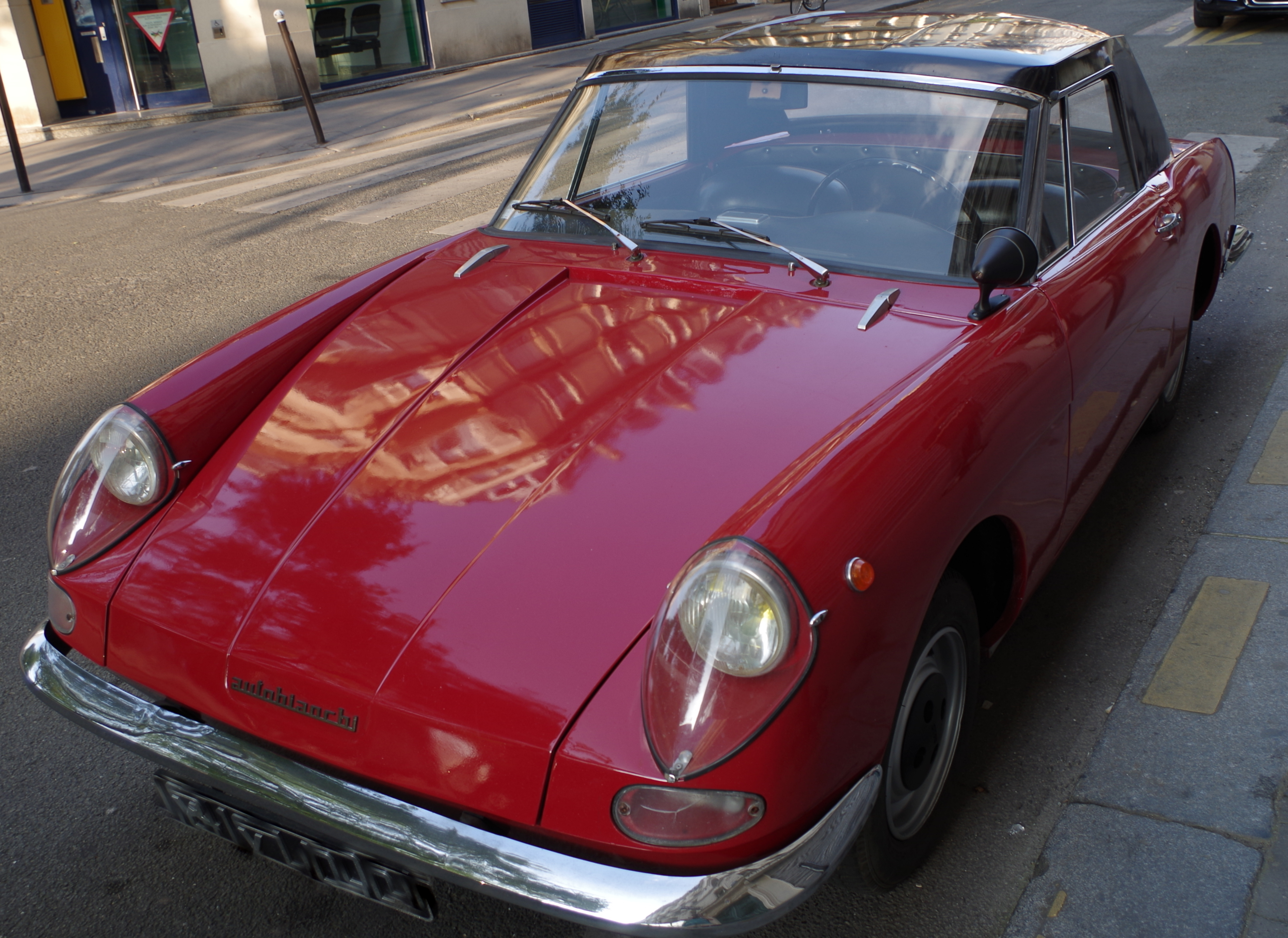
Stellina 1963 - 1965 502 esemplari
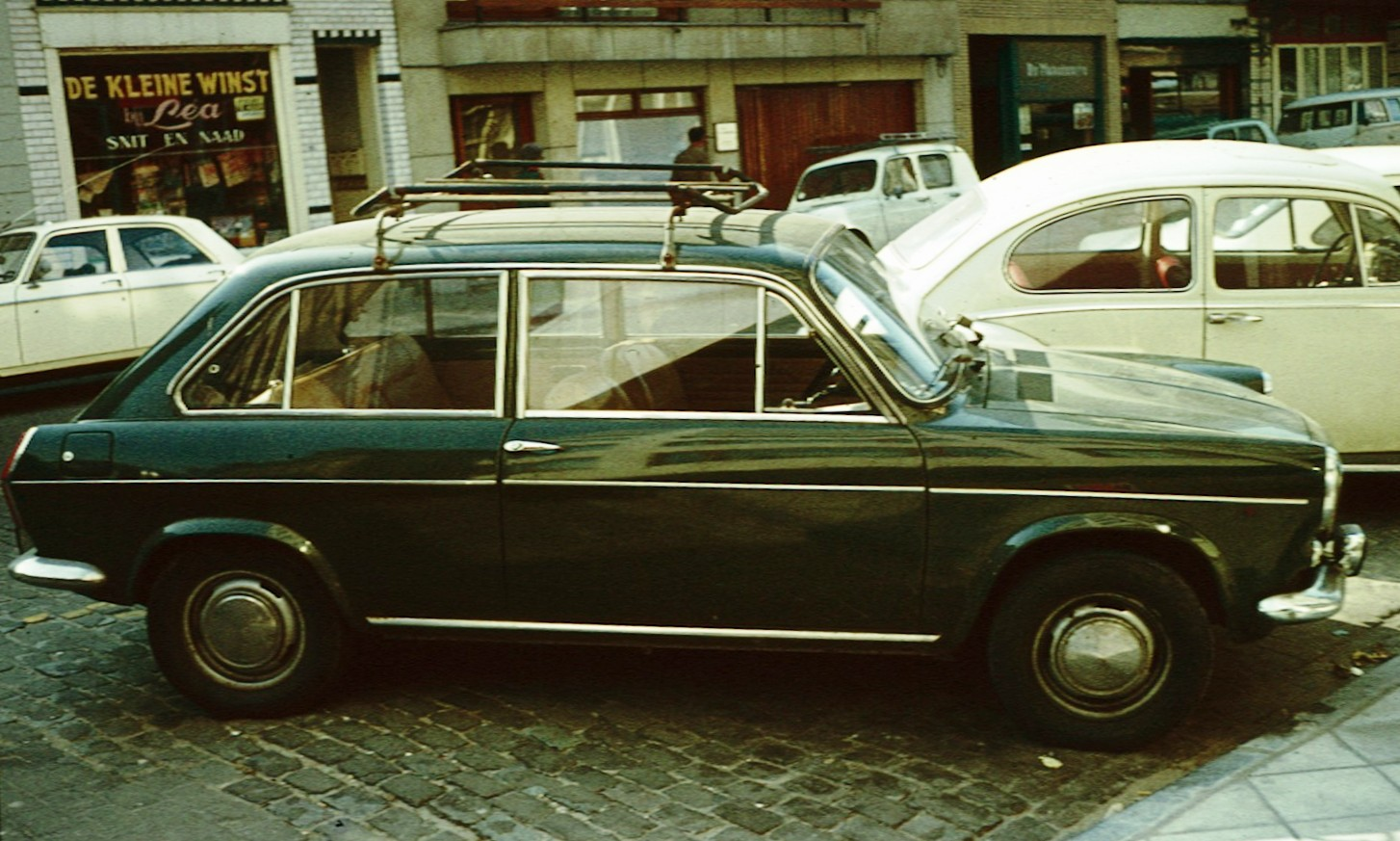
Primula 1964 - 1970 74.858 esemplari
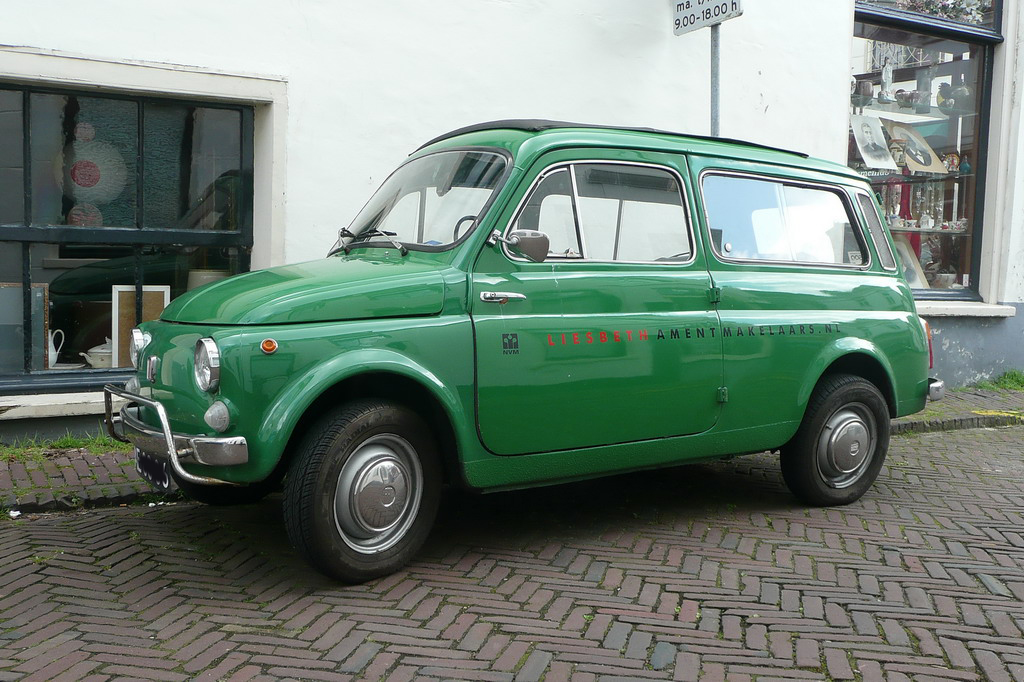
Giardiniera 1966 - 1977
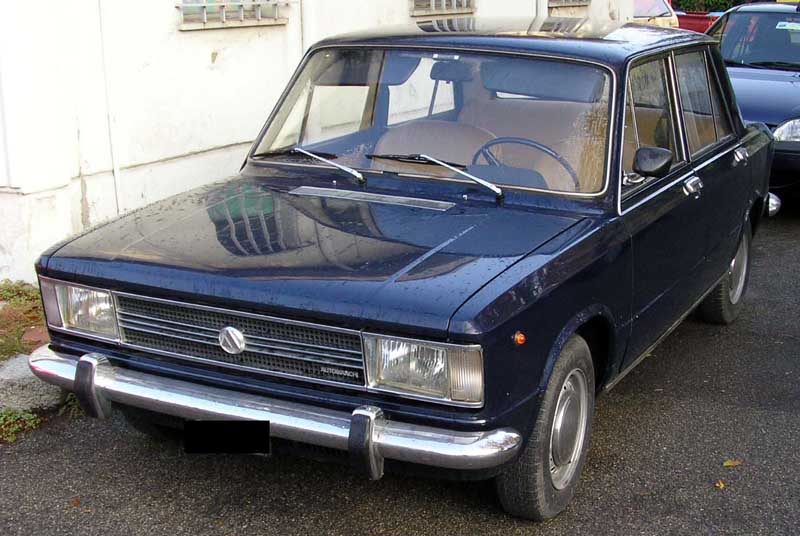
A111 1969 - 1972 56.894 esemplari
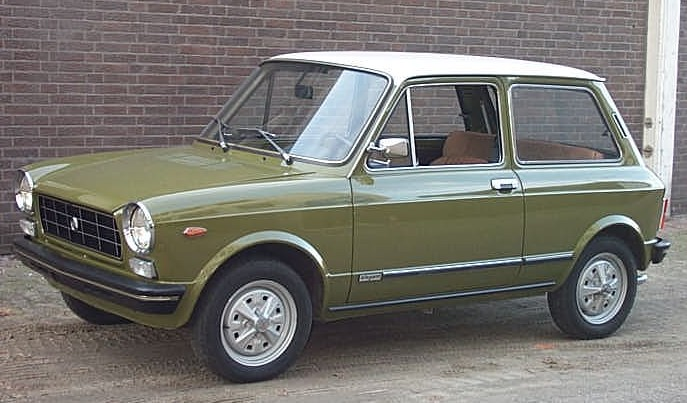
A112 1969 - 1986 1.311.322 esemplari
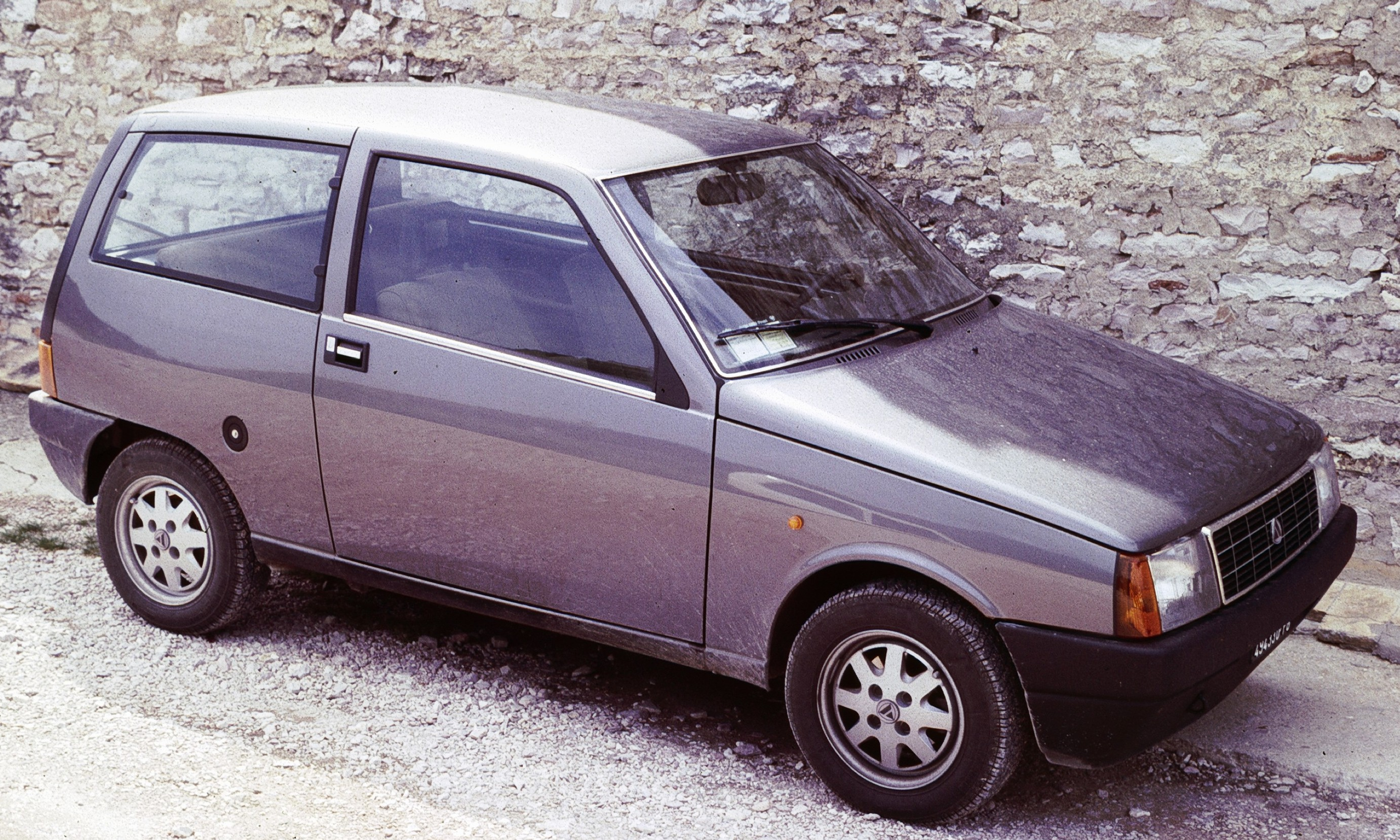
Y10 1985 - 1995 1.133.774 esemplari

### Autocarri
- Filarete, 1955 - 1958
- Fiumaro, 1955 - 1958
- Visconteo, 1955 - 1959
- Scaligero, 1959 - 1968
- Estense, 1959 - 1968

### Prototipi

La concept car "Runabout"

Tra la seconda metà degli anni sessanta e la prima metà degli anni settanta, l'Autobianchi propose una serie di interessanti prototipi di automobili sportive di medio-piccola cilindrata, dalle forme particolarmente accattivanti.
Nel 1967 fu presentata la special "G 31", coupé realizzato dalla OSI su meccanica del modello "Primula", cui fece seguito la maquette "Coupé", disegnata da Pio Manzù e presentata nello stand del Centro Stile Fiat al Salone di Torino del 1968.
Successivamente vennero proposte le originali concept car "Runabout" di Bertone del 1969 e "A112 Giovani" di Pininfarina del 1973.
Nessuno dei prototipi raggiunse la fase di produzione e solo il "Runabout", anni dopo, fu preso come base stilistica per la futura Fiat X1/9.

## Statistiche

Statistiche
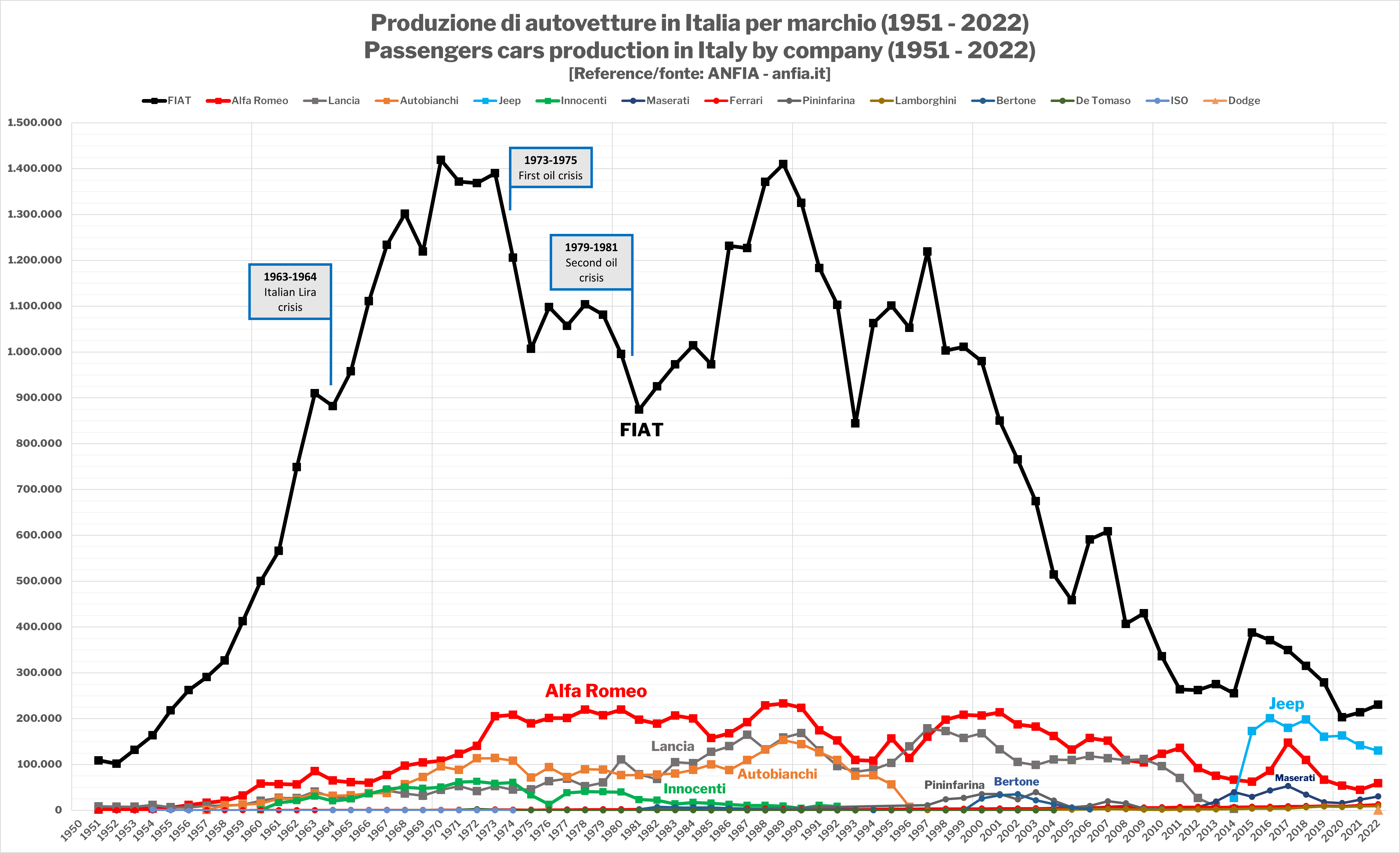
Produzione di automobili a marchio Autobianchi (in arancione) in Italia dagli anni '50 al 1996. La Autobianchi ha raggiunto la sua massima produzione a fine anni '80 (arrivando quasi a 150.000 unità all'anno) per poi andare velocemente in crisi ed essere chiusa nel 1996.

## Archivio
L’archivio dell’azienda è conservato presso il Centro storico Fiat nel fondo Autobianchi (Estremi cronologici: 1955 - 1975).